# 964
964 (CMLXIV) fue un año bisiesto comenzado en viernes del calendario juliano, en vigor en aquella fecha.

## Acontecimientos
- España: se escribe el códice 46 de la biblioteca de San Millán de la Cogolla (La Rioja), que se considera el primer texto en castellano.
- Benedicto V llega al papado, luego deja a León VIII como papa.

## Nacimientos
- Berta de Borgoña, reina consorte de Francia .
- García Sánchez II de Pamplona (f. 1000)

## Fallecimientos
- 14 de mayo - Juan XII (27), político romano, llamado el "papa niño", asesinado a golpes por el marido de su amante.